# Герман Врангель
Герман Врангель (швед. Herman Wrangel; *1584 або 1587, Ліфляндії — †11 грудня 1643, Рига) — шведський фельдмаршал.

## Біографія
У битві біля Кокенгузене в 1607 р. потрапив у полон до московитів; незабаром був відпущений і брав участь в облозі Івангорода. 1609 р. Г.Врангель командував окремим загоном проти поляків; незабаром король Карл IX Ваза послав його в похід проти данців, які захопили його в полон. Випущений у 1613 р.; продовжував служити, в 1621 р. був фельдмаршалом, здобуваючи перемоги над поляками у Ліфляндії і Пруссії, а в 1629 р. змусив їх просити перемир'я. Беручи участь в поході Ґустава ІІ Адольфа Вази, Г. Врангель повернувся після смерті короля в Ліфляндію, уклав в 1635 р. мир з Польщею в Стумсдорфе і через рік посланий управляти Померанією. Там він розбив австрійського генерала Мірціна, з'єднався з фельдмаршалом Ваннером в 1638 р., але посварився з ним через план кампанії і був відкликаний королевою Кристиною. Призначений генерал-губернатором Ліфляндії.
Г. Врангель помер в Ризі у 1643, залишивши сина (Карла-Ґустава), слава якого затьмарила славу батька.

### Діти
Батько Марії Кристини Вранґель і Карла-Ґустава Вранґеля.